# Quận Chambers, Alabama

Quận Chambers là một quận thuộc tiểu bang Alabama, Hoa Kỳ. Dân số thời điểm năm 2000 là 36.583 người. Quận lỵ đóng ở Lafayette. Chambers nằm trong Vùng thống kê tiểu đô thị Valley, Alabama.
Quận được thành lập ngày 18/12/1832.